# Schipperke

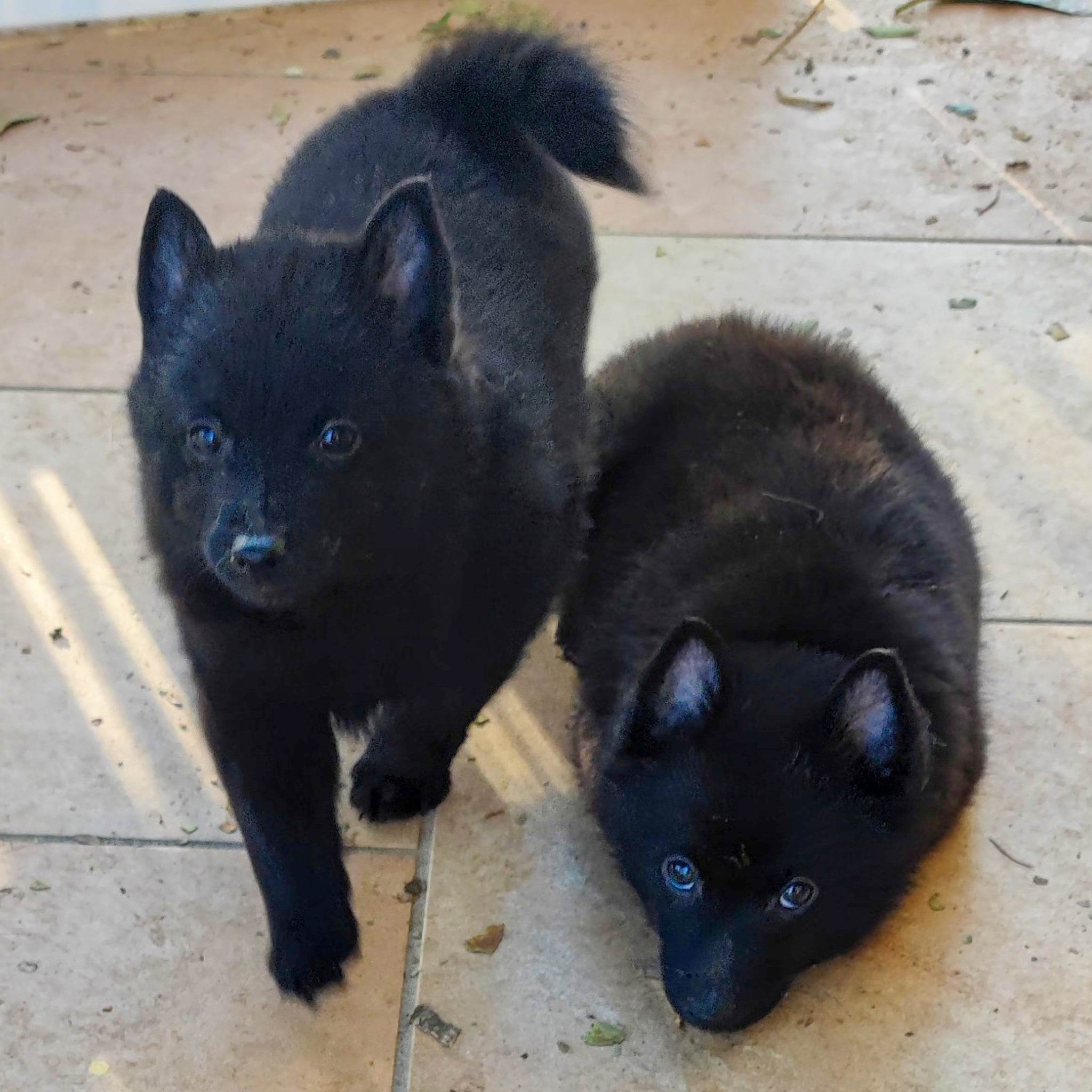
Cuccioli di Schipperke

Lo schipperke è un cane del gruppo pastori e bovari.

## Storia
La razza è un cane da pastore fiamminga. I progenitori della razza erano conosciuti sia in Francia che nei Paesi Bassi, testimoniato da documenti che ne definiscono la presenza nel XVII secolo a Bruxelles, più precisatamente nel quartiere di Saint-Géry. 
Alla razza veniva anticamente amputata la coda, erano anche presenti linee naturalmente anura o brachiura., siccome la moda del tempo prediligeva questa caratteristica; la caratteristica venne poi ben fissata in alcune linee intorno alla metà del XVIII secolo. Utilizzati per guardia, venivano anche spesso utilizzati per la caccia ai ratti che infestavano la città o le navi. Nel 1882 la FCI riconobbe la razza dopo la trionfale esposizione internazionale canina di Spa. Il nome pare che derivi da skipper ("capitano" in inglese) o anche da sheep-perke, che significherebbe piccolo pastore. Nel suo Paese d'origine è soprannominato "piccolo demonio nero". L'area di diffusione riguarda la Francia, il Belgio, i Paesi Bassi e, non eccessivamente, qualche paese dell'Europa orientale.

## Descrizione
Il pelo è folto e consistente al tatto, raso sulle orecchie, corto sulla testa, sul davanti degli arti e sui garretti; abbastanza corto sul tronco, ma che si allunga intorno al collo a partire dal bordo esterno delle orecchie formando criniera e jabot, che continua fra gli arti anteriori e anche sul dietro delle cosce, dove forma delle culotte, con punte rivolte verso l'interno. L'unico colore ammesso è il nero-zaino. Gli occhi sono di color bruno scuro, pieni, più ovali che rotondi né infossati né sporgenti, dallo sguardo vivace e acuto. Le orecchie sono diritte, piccole, triangolari, attaccate alte, lobi abbastanza grossi che possono piegarsi solo in lunghezza, mobilissime, si avvicinano quando sono erette. La testa è simile a quella della volpe. Cranio abbastanza largo, che si restringe verso gli occhi; leggermente arrotondato visto di profilo. Muso sfilato, non troppo allungato, stop poco pronunciato.

## Carattere
È un ottimo cane da guardia nonostante le dimensioni ridotte, sempre fedele e difficilmente fa amicizia con gli estranei. A volte irrequieto, è comunque un cane molto agile e instancabile, geloso delle sue cose e attento agli sviluppi intorno a lui: ideale con i bambini, educato in casa, maschera poco le sue emozioni rizzando la criniera e abbaiando. Amante dei cavalli e degli spazi aperti. Non può fare a meno d cacciare talpe e conigli. Vive in perfetta sintonia con il padrone. Attento e vigile.

## La razza in Italia
In Italia la razza è poco allevata. Negli anni '60 era presente l'allevamento del Santerno, a partire dagli anni '90 è stato molto attivo l'allevamento della Val Metauro che ha portato la razza ad altissimi livelli. Negli ultimi anni l'allevamento Luna Cremisi sta portando avanti il progetto nato all'allavamento Val Metauro per la tutela dello Schipperke.
Tra allevatori e qualche privato appassionato le nascite di cuccioli di Schipperke in Italia sono circa 30 all'anno. Nonostante i numeri così ridotti la linea di sangue italiana è molto apprezzata in tutto il mondo per l'ottimo carattere e la versatilità negli sport.

## Adatto per...
- compagnia
- guardia
- obedience
- agility dog
- ricerca su macerie
- disc dog
- dog dance
- sheepdog
- pet therapy

## Non adatto per...
- difesa
- fly ball
- freestyle